# Imbariê

Imbariê är belägen i kommunen Duque de Caxias, vars läge i delstaten Rio de Janeiro är här markerat.

Imbariê är en ort och distrikt i Brasilien och ligger i delstaten Rio de Janeiro. Den tillhör kommunen Duque de Caxias och är belägen cirka 15 kilometer nordost om kommunens centralort. Imbariê ingår i Rio de Janeiros storstadsområde och hade 161 485 invånare vid folkräkningen 2010.

## Demografi
| Område                   | Areal (km²)   | Invånarantal 1 augusti 2000 | Invånarantal 1 augusti 2010 |
| ------------------------ | ------------- | --------------------------- | --------------------------- |
| Kommunen Duque de Caxias | 467,62        | 775 456                     | 855 048                     |
| Urban befolkning         | Ingen uppgift | 772 327                     | 852 138                     |
| ...varav Imbariê         | Ingen uppgift | 139 908                     | 161 485                     |